# Żmij (góra)
Żmij (niem. Ottenstein, Otterstein) – wzniesienie (887 m n.p.m.) w południowo-zachodniej Polsce w Sudetach Środkowych w środkowej części Gór Sowich.
Wzniesienie położone jest w Parku Krajobrazowym Gór Sowich około 2,5 km na wschód od miejscowości Jugów.
Jest to kopulaste wzniesienie o stromych zboczach z niewyraźnie podkreślonym wierzchołkiem i charakterystycznym północnym zboczu grzbietowym, które łagodnie opada około 20 m poniżej szczytu, a następnie przechodzi w długie i dość strome południowe zbocze Kalenicy (964 m n.p.m.). Na południowo-zachodnim zboczu znajduje się polana, miejsce startowe paralotniarzy, a na południowym zboczu poniżej szczytu występuje grupa ciekawych skałek. Zbocza w całości porośnięte borem świerkowym regla dolnego.

## Turystyka
Północnym zboczem wzniesienia prowadzą szlaki turystyczne:
- czerwony – fragment Głównego Szlaku Sudeckiego Wielkiej Sowy do Srebrnej Góry.
- żółty – z Nowej Rudy od Bielawy – fragment szlaku.
- Poniżej szczytu na południowym zboczu położony jest punkt widokowy z panoramą na: Dolinę Jugowskiego Potoku, Wzgórza Wyrębińskie, Wzgórza Włodzickie, Góry Suche, Góry Sowie.